# Ли Джено
Ли Джено (кор. 이제노?, 李帝努?; род. 23 апреля 2000 года, Инчхон, Республика Корея), известный профессионально как Джено, — южнокорейский рэпер, певец, танцор и телеведущий. Ли начал свою карьеру в качестве детской коммерческой модели. Он был замечен компанией SM Entertainment в возрасте тринадцати лет. Ли официально дебютировал в августе 2016 года в составе южнокорейского бойз-бэнда NCT в составе подразделения NCT Dream.
Ли был ведущим телевизионной программы «The Show» с мая 2018 по ноябрь 2019 года.

## Карьера

### Перед дебютом
Ли начал свою карьеру в качестве детской модели в различных телерекламах в Южной Корее и был моделью на протяжении всего своего детства.
Ли был представлен как один из первых участников дебютной команды SM Entertainment, SM Rookies, 3 декабря 2013 года. В 2014 году он впервые появился в составе SM Rookies, вместе с другими участниками NCT Марком, Джемином, Хэчаноми Джисономна «Exo 90:2014», реалити-шоу на телевидении с участием Exo. В 2015 году он появился в качестве мышелова вместе с другими участниками SM Rookies в шоу Disney Channel Korea «Клуб Микки Мауса», которое транслировалось с 23 июля по 17 декабря 2015 года.

### 2016 — наст. время: Дебют и деятельность
24 августа 2016 года Ли дебютировал в NCT Dream, третьем подразделении NCT. Ли вместе с NCT Dream принял участие в записи первого альбома NCT, NCT 2018 Empathy, с синглом «Go». 22 мая 2018 года шоу The Show на канале SBS MTV объявило, что Ли был выбран в качестве нового ведущего. Помимо записи вокала в песнях NCT Dream, Ли также начал писать текст к песне «Dear Dream» для второго мини-альбома NCT Dream We Go Up, наряду с участниками Марком, Джемином и Джисоном. С тех пор Ли писал тексты для треков на последующих альбомах NCT Dream.
13 марта 2019 года Ли вместе с другими участниками NCT Dream Джемином и Джисоном представляли звезд K-pop на «K-Wave & Halal Show» в Малайзии. На мероприятии дружбы между Южной Кореей и Малайзией присутствовал президент Мун Чжэ Ин в рамках своего трехдневного государственного визита в страну. 23 ноября 2020 года Ли присоединился к ротационному подразделению NCT — NCT U, выпустив их заглавный трек «Misfit» со второго альбома NCT, Resonance Pt. 1, и заглавный сингл «90's Love» с альбома Resonance Pt. 2.
В 2021 году Ли появился в песне Донхэ «California Love». В августе 2022 года Ли появился в песне Кима Кибома «Villain». 13 сентября Ли стал первым исполнителем K-pop, который стал открывающей моделью на показе Недели моды в Нью-Йорке, участвуя в показе весенней коллекции Питера До 2023 года в рамках партнерства с SM Entertainment, с которой Питер До сотрудничал при создании линии. Представители модного бизнеса прокомментировали, что это «возможно, был самый ожидаемый показ недели», и высоко оценили пошив одежды Do, сделав акцент на задней части одежды, и способность «ссылаться на других дизайнеров в своих собственных работах, не чувствуя при этом бездушности». В декабре 2022 года Ли появился на «Hot & Cold» из зимнего альбома 2022 года SM Town: SMCU Palace вместе с коллегами по лейблу Каем, Сыльги и Кариной из Aespa.

## Другие мероприятия

### Моделинг
В 2023 году Ли был назначен первым мужчиной мировым амбассадором бренда Ferragamo.
В 2025 году корейский косметический бренд A'Pieu выбрал Джено в качестве своего первого глобального посла мужского бренда.

### Благотворительность
В мае 2019 года Ли вместе с другим участником NCT Dream Джемином вызвались посетить детей, живущих в трущобах Индонезии, в сотрудничестве с неправительственными организациями Good Neighbors International и Gugah Nurani Indonesia Foundation.

## Дискография

### Синглы
| Название                                                                                   | Год                 | Наивысшая позиция в чартах | Наивысшая позиция в чартах | Наивысшая позиция в чартах | Альбом                            |
| Название                                                                                   | Год                 | KOR                        | NZHot                      | SGP                        | Альбом                            |
| Как гостевой артист                                                                        | Как гостевой артист | Как гостевой артист        | Как гостевой артист        | Как гостевой артист        | Как гостевой артист               |
| ------------------------------------------------------------------------------------------ | ------------------- | -------------------------- | -------------------------- | -------------------------- | --------------------------------- |
| «California Love» (Ли Донхэ совместно с Джено)                                             | 2021                | 179                        | —                          | —                          | Countdown (California Love ver.)  |
| «Villain» (Ким Кибом совместно с Джено)                                                    | 2022                | —                          | —                          | —                          | Gasoline                          |
| Коллаборация                                                                               |                     |                            |                            |                            |                                   |
| «Zoo» (с Ли Тэёном, Хендери, ЯнЯн, and Жизель)                                             | 2021                | —                          | 38                         | —                          | 2021 Winter SM Town: SMCU Express |
| «Hot & Cold» (с Каем, Сыльги and Кариной)                                                  | 2022                | —                          | —                          | —                          | 2022 Winter SM Town: SMCU Palace  |
| «—» обозначает запись, которая не попала в чарты или не была выпущена на данной территории |                     |                            |                            |                            |                                   |

### Титры композиции
Все титры песен взяты из базы данных Корейской ассоциации по защите авторских прав на музыку, если не указано иное.
| Название                           | Год  | Артист                                       | Альбом                            | Автор песен | Композитор |
| ---------------------------------- | ---- | -------------------------------------------- | --------------------------------- | ----------- | ---------- |
| «Dear Dream»                       | 2018 | NCT Dream                                    | We Go Up                          | Yes         | No         |
| «119»                              | 2019 | NCT Dream                                    | We Boom                           | Yes         | No         |
| «Bye My First...» (사랑이좀어려워) | 2019 | NCT Dream                                    | We Boom                           | Yes         | No         |
| «Best Friend»                      | 2019 | NCT Dream                                    | We Boom                           | Yes         | No         |
| «Dream Run»                        | 2019 | NCT Dream                                    | We Boom                           | Yes         | No         |
| «Puzzle Piece» (너의자리)          | 2020 | NCT Dream                                    | Reload                            | Yes         | No         |
| «Rainbow» (책갈피)                 | 2021 | NCT Dream                                    | Hot Sauce                         | Yes         | No         |
| «Beautiful»                        | 2021 | NCT 2021                                     | Universe                          | Yes         | No         |
| «Zoo»                              | 2021 | Он сам (с Тэёном, Хендери, ЯнЯном, и Жизель) | 2021 Winter SM Town: SMCU Express | Yes         | No         |
| «It's Yours» (너를위한단어)        | 2022 | NCT Dream                                    | Glitch Mode                       | Yes         | No         |
| «Replay» (내일봐)                  | 2022 | NCT Dream                                    | Glitch Mode                       | Yes         | No         |
| «Never Goodbye» (북극성)           | 2022 | NCT Dream                                    | Glitch Mode                       | Yes         | No         |
| «Like We Just Met»                 | 2023 | NCT Dream                                    | ISTJ                              | Yes         | Yes        |
| «Unknown»                          | 2024 | NCT Dream                                    | Dream()Scape                      | Yes         | Yes        |
| «Breathing»                        | 2024 | NCT Dream                                    | Dream()Scape                      | Yes         | Yes        |

## Фильмография

### Веб-сериалы
| Год  | Название     | Название на английском | Роль   | Примечание          |
| ---- | ------------ | ---------------------- | ------ | ------------------- |
| 2018 | Восемнадцать | A-Teen                 | Он сам | Камео (20-й эпизод) |

### Телешоу
| Год         | Название | Роль    | Примечание                   |
| ----------- | -------- | ------- | ---------------------------- |
| 2018 – 2019 | The Show | Ведущий | 22 мая 2018 – 26 ноября 2019 |

### Комментарии
1. ↑  "Villain" не попал в цифровой чарт Circle, но достиг 39-й строчки в чарте загрузок Circle.[26]
2. ↑  "Zoo" не попал в цифровой чарт Gaon, но достиг 130-й строчки в чарте скачиваний Gaon.[27]
3. ↑  "Zoo" не попал в топ-чарт RIAS, но достиг 15-го места в региональном чарте.[25]